# Franco Nenci
Franco Nenci, född 25 januari 1935 i Livorno i Toscana, död 15 maj 2020 i Livorno, var en italiensk boxare.
Nenci blev olympisk silvermedaljör i lätt weltervikt i boxning vid sommarspelen 1956 i Melbourne.